# George Miller Dyott

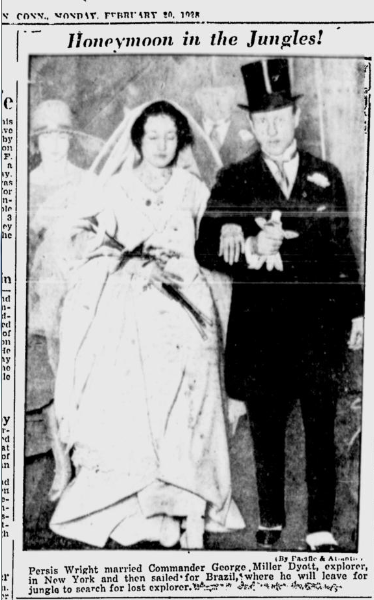
Coupure de presse « Lune de miel dans la jungle » du mariage de P. Wright et G.M.Dyott

George Miller Dyott, né à New-York le 6 février 1883 et mort dans la même ville le 2 août 1972, est un pionnier anglais de l'aviation, directeur de la photographie et explorateur de l'Amazonie. Dyott a accompagné Arthur S. Vernay en Inde et a aidé à produire un documentaire sur la chasse au tigre.

## Biographie
Dyott nait à New York d'un père britannique et d'une mère américaine. Il fut élevé à Freeford Hall, la maison de son père en Angleterre, et fit ses études à la Bedford Grammar School. Il a ensuite suivi une formation d'ingénieur électricien à Faraday House à Londres. 
Il testa des avions peu de temps après les frères Wright et fut le premier pilote de vol à l'aérodrome de Nassau (Mitchell Field) sur Long Island (vols nocturnes) en octobre 1911. Il reçut son certificat de pilote Royal Aero Club (numéro 114) le 17 août 1911.
Bien que moins connu que les frères Wright, Dyott obtint sa licence peu de temps après plusieurs des noms les plus célèbres des débuts de l'aviation anglo-américaine.
À l'automne 1911, Dyott et le capitaine Patrick Hamilton se rendent à New York avec deux monoplans Deperdussin, un biplace et un monoplace. Ils effectuent une tournée d'expositions-spectacles autour de l'aviation, s'arrêtant un moment à Nassau et au Mexique. Pendant l'exposition de Nassau ils effectuent un vol de nuit en biplace, avec Hamilton comme passager, transportant un projecteur alimenté du sol par des câbles. Au Mexique, le biplace transportait de nombreux passagers, dont le président de la République mexicaine Francisco I. Madero. Il a ensuite rendu compte des différentes conditions de vol dans les climats chauds, en particulier les effets des thermiques, des vents tournants et de l'excitation de survoler les incendies de forêt.
De retour au Royaume-Uni, il décide de concevoir son propre avion. Ce projet était connu sous le nom de « monoplan Dyott » ; après l'avoir reçu et testé, Dyott l'apporta aux États-Unis en avril 1913, fit une tournée de démonstration de six mois, parcourant plus de 2 000 miles sur des sites entre New York et la Californie. De retour en Grande Bretagne, il le pilota entre Londres et Brighton (novembre 1913) mais dut faire un atterrissage imprévu pour cause de défaillance technique.
Après avoir servi comme commandant d'escadron  du Royal Naval Air Service pendant la Première Guerre mondiale il devint explorateur et rejoignit la Royal Geographical Society. En 1927, il fut la deuxième personne à traverser le « fleuve du doute » (Rio Roosevelt), sur les traces de l'expédition scientifique Roosevelt-Rondon de 1913–1914. Dyott voulait vérifier l'affirmation de Roosevelt de découvrir la rivière, pour laquelle il y avait eu un doute. Le jour après son mariage avec Persis Wright en 1928 il monta une expédition pour rechercher l'explorateur britannique disparu Percy Fawcett dans l'Amazone – après les dires de l'explorateur français Roger Courteville qui affirmait l'avoir croisé dans l'état brésilien du Minas Gerais. Dyott trouva des preuves qui, selon lui, confirmaient que Fawcett avait été tué par les Indiens Aloique, mais ces preuves furent contredites après un examen plus approfondi et le mystère de la disparition de Fawcett resta sans réponse.

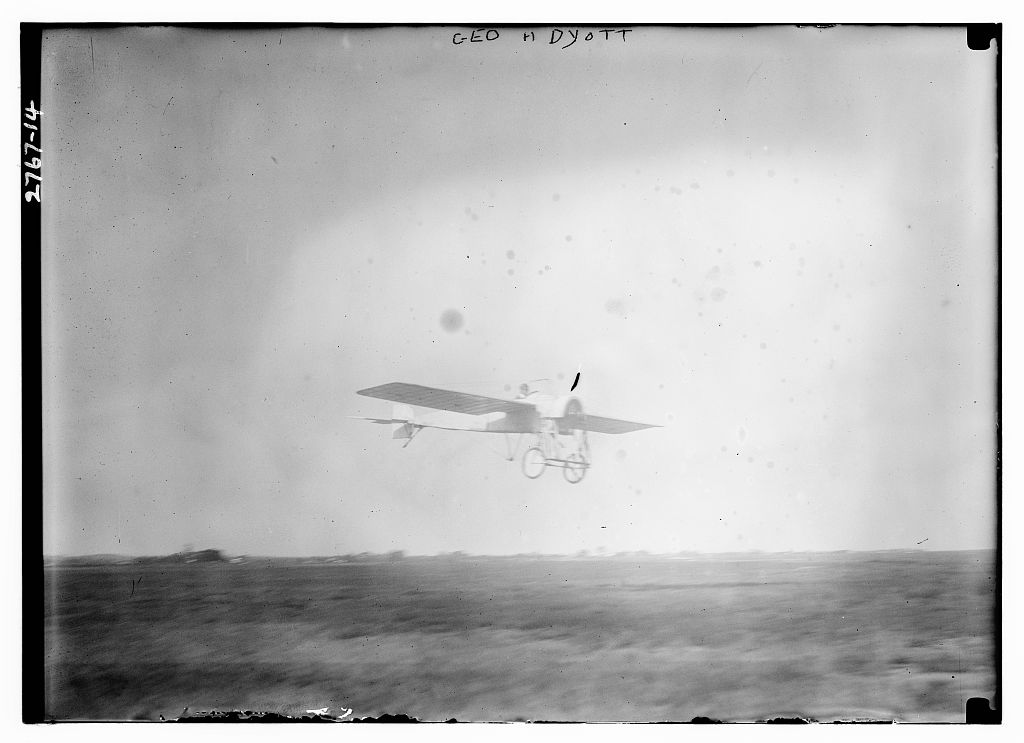
Monoplan Dyott piloté par Dyott vers 1913. L'avion, un Morane-Saulnier, est ici équipé d'un train d'atterrissage Blériot.

Lié à « l'expédition Fawcett », au cours de laquelle Dyott fut retenu captif par des Indiens et s'échappa à grand peine, il publia un livre sur ses aventures appelé Manhunting in the Jungle (« Chasse à l'homme dans la jungle », 1930), et co-écrivit et joua dans un film d'action hollywoodien de 1933 appelé Savage Gold. Le livre fut adapté au cinéma (Manhunt in the Jungle, 1958). En 1929, Dyott prit part à un documentaire intitulé Hunting Tigers in India (« Chasse au tigre en Inde ») filmé lors de l'expédition AS Vernay sous les auspices de l'American Museum of Natural History. Le film fut présenté comme « la première image de la nature parlante » et aurait été montré à la Première Dame Mme. Hoover dans le théâtre de la Maison-Blanche.
Dyott était également actif dans les premières années de l'aviation en Amérique du Sud. Il a créé une société, Dyott & Company Ltd. de Lima, prenant des photographies aériennes, des panoramas et des scènes indigènes, qui  furent vendues sous forme de cartes postales. Dyott prit sa retraite à Santo Domingo de los Colorados, en Équateur, au milieu des années 1930. 
Pendant la Seconde Guerre mondiale, Dyott retourna en Angleterre et se mit au service de son pays. Quelques années après la fin de la guerre, il se retira à nouveau en Équateur. Dyott sortit de sa retraite en 1947 et mena ses deux dernières expéditions, en partant de Píllaro, en Équateur, jusque dans les montagnes de Llanganati à la recherche du trésor inca perdu.
Dyott passa la majeure partie de sa vie en Amérique du Sud, mais mourut dans sa ville natale, New York, en 1972.

## Travaux
Livres
- Possibilités de transport aérien au Pérou (1919)
- Silent Highways of the Jungle: aventures d'un explorateur dans les Andes et les étendues de la haute Amazonie (1922)
- Sur les traces de l'inconnu. Dans la nature sauvage de l'Équateur et de l'Amazonie. Avec des assiettes et une carte (1926)
- Les volcans de l'Équateur, guides de traversée de l'Amérique du Sud (1929)
- Chasse à l'homme dans la jungle, la recherche du colonel Fawcett (1930)
- Nip and Tuck: Une histoire vraie de deux petits ours (1935)

Films
- Chasse aux tigres en Inde (1929; comme lui-même, documentaire)
- Savage Gold (1933; co-écrit l'histoire et joue lui-même)
- Manhunt in the Jungle (1958; scénario basé sur son livre Manhunting in the Jungle )